# Сакуров, Александр Александрович
Алекса́ндр Алекса́ндрович Саку́ров (род. 12 декабря 1961) — российский саксофонист, флейтист, композитор и аранжировщик.
Выступает как сольно, так и с различными музыкантами и группами. Поработал с такими музыкантами, как: Виктор Мельников, Ирина Леонова, Александр Белов, Владимир Волков, Вячеслав Горский, Сергей Старостин, Павел Чекмаковский, и другими… А также и с иностранными: Алекс Сипягин, Дэвид Кикошки, Борис Козлов, Джин Джексон, Миша Цыганов, Симус Блэйк и Оливье Пумэ.

## Биография
Александр Сакуров родился 12 декабря 1961 года в городе Иваново.
Поступив в музыкальную школу, он начал постигать и осваивать фортепиано и флейту. После окончания учёбы в музыкальной школе, он был призван в армию (войсковая часть была расположена в Москве), в военный оркестр, где он не только служил, но и учился в знаменитой джазовой студии «Москворечье».
В 1978 году, освоив саксофон, он начал играть в ресторанах и в цирковом оркестре. Православие для него всегда являлось большим духовным вдохновителем. И однажды он был очарован древнерусской музыкой, и даже пел в церковном хоре.
Через два года Александр Сакуров окончил «Ивановское музыкальное училище» по классу флейты.
В 1983 году Сакуров обучался в «Московской студии музыкальной импровизации», где дебютировал с собственным ансамблем, в который вошли гитарист Сергей Косов, трубач Анатолий Выборов, басист Павел Виноградов и барабанщик Владимир Жуков. Через три года музыкант окончил «Московский институт культуры». В это же время играл в дуэте с контрабасистом Виктором Мельниковым в программе «Голос».
С 1987 по 1989 год джазист работал с поэтом Юрием Дроновым в программах — «Начало и конец», «Большой взрыв» и «Сексопатология».
В 1989 году на Великобританском лейбле Leo Records вышла композиция Александра Сакурова «Большой взрыв» при участии Юрия Дронова, которая попала в сборник музыкальной компании — Document, вышедший в том же году.
Через тринадцать лет музыкант, вместе с исполнительницей народных песен Ириной Леоновой, выступил на телепередаче — «Взгляд дилетанта на квантовую механику».
А в следующем году он с ней же записался в их совместном альбоме — «Иван-рекорд». Примерно в это же время Александр Сакуров работал в трио с басистом Александром Беловым и барабанщиком Андреем Севастьяновым в программах — «Поля и резонансы», «Постскриптум» и других. В это же время джазист сотрудничал с такими музыкантами, как Виктор Мельников, Сергей Манукян, Вячеслав Горский, Вячеслав Гайворонский, Владимир Волков, Герман Лукьянов, Андрей Разин, Игорь Иванушкин, Анатолий Бабий, Владимир Тарасов и другими. В этот период Александр Сакуров принимал участие в различных музыкальных фестивалях в Москве, Санкт-Петербурге, Ярославле, Нижнем Новгороде, Дубне, Волгограде и Вильнюсе. Совместно с саксофонистом из Владимира Юрием Крыловым Сакуров организовал несколько музыкальных фестивалей в Иваново.
В 2003 года начал постоянно выступать с клавишником Романом Петровым. А в следующем году музыканты создали группу «Сарос», в составе которой выступали Игорь Иванушкин, Павел Чекмаковский, барабанщик Фёдор Андреев, бас-гитаристы Павел Данилов и Игорь Курицын, а также гитаристы Алексей Грахов, Сергей Лытаев и Сергей Косов. Через четыре года, помимо Александра Сакурова, в группу «Сарос» входили Роман Петров (клавишные), Андрей Севастьянов (ударные), Сергей Лытаев, Сергей Косов (гитара) и Эдуард Ижаковский (бас-гитара).
В этот период группа сотрудничала с Сергеем Старостиным, Павлом Чекмаковским, Игорем Иванушкиным и Фёдором Андреевым. В результате их совместной работы в 2009 году Сакуров выпустил через лейбл Solyd Records свой первый сольный диск — Cosmogony.
У Александра Сакурова любимые джазовые музыканты — Колтрейн, «Ганелин Трио» и Ян Гарбарек, а любимые композиторы — Иоганн Бах, Модест Мусоргский и Альфред Шнитке.
В разные годы Александр Сакуров неоднократно являлся председателем жюри одного из старейших действующих рок-фестивалей в России —«Рок-Февраль».

## Дискография
Сольные альбомы
- Cosmogony (2009)[2][6][7]

Совместные альбомы
- «Иван-рекорд» (с Ириной Леоновой) (2003)[3]

Сборники
- Document (1989)[3][5][8]